# USS Tingey (DD-272)
USS Tingey (DD-272) – amerykański niszczyciel typu Clemson będący w służbie United States Navy w okresie po I wojnie światowej. Patronem okrętu był Thomas Tingey.
Stępkę okrętu położono 8 sierpnia 1918 w stoczni Bethlehem Shipbuilding Corporation w Quincy. Zwodowano go 24 kwietnia 1919, matką chrzestną była Mary Velora Arringdale. Jednostka weszła do służby 25 lipca 1919, pierwszym dowódcą został Commander Alfred W. Brown.
Po zakończeniu procesu wyposażeniowego okręt udał się na zachodnie wybrzeże USA i dołączył do 31 Dywizjonu 2 Eskadry 10 Flotylli (ang. Division 31, Squadron 2, Flotilla 10) w San Diego w drugiej części grudnia. Przez następne dwa i pół roku niszczyciel operował z San Diego w ramach Floty Pacyfiku. Przez większość tego okresu służby okręt miał tylko 50% załogi, mając status quasi-rezerwowego okrętu. W czasie służby został w drugiej części 1921 przeniesiony do 29 Dywizjonu 10 Eskadry.
W 1922 nastroje antywojskowe w połączeniu z rządową polityką cięcia kosztów spowodowało, że Marynarka musiała dezaktywować dużą część swoich nowo zbudowanych niszczycieli.
"Tingey" wycofano ze służby 24 maja 1922 i został zakotwiczony w San Diego, gdzie pozostawał przez 14-letni okres nieaktywności. Nazwa okrętu została skreślona z listy jednostek floty 19 maja 1936. Kadłub został sprzedany firmie Schiavone-Bonomo Corporation z Nowego Jorku 29 września 1936 i został zezłomowany w grudniu tego roku.